# Prêmio TVyNovelas de 2006
24º Prêmio TVyNovelas

Novela: 

Alborada
Atriz: 

Lucero
Ator: 

Fernando Colunga
O Prêmio TVyNovelas 2006 foi a 24ª edição do Prêmio TVyNovelas, prêmio entregue pela revista homônima aos melhores artistas e produções da televisão mexicana referente ao ano de 2005. O evento ocorreu no dia 13 de Maio de 2006 em Acapulco. Foi transmitido pela emissora mexicana Canal de las Estrellas e apresentado pelos atores Eduardo Santamarina e Joana Benedek. 